# Schoenus latelaminatus
Schoenus latelaminatus là loài thực vật có hoa trong họ Cói. Loài này được Kük. miêu tả khoa học đầu tiên năm 1938.